# Jorge Martínez Cabezudo
Jorge Martínez Cabezudo (Valladolid, 26 de septiembre de 1996), conocido como Jorge Martínez, es un jugador de baloncesto español. Con 1 metro y 88 centímetros de estatura, juega en la posición de base en el Fibwi Palma de la Primera FEB española.

## Trayectoria
Nacido en Valladolid y formado en las categorías inferiores del Club Baloncesto La Flecha, con el que debuta en la temporada 2015-16 debuta en la Liga EBA.
Tras cinco temporadas en el conjunto vallisoletano, en la temporada 2020-21 firma por el Club Polideportivo La Roda de la Liga LEB Plata.
En la temporada 2021-22, firma con el Club Baloncesto Ciudad de Ponferrada de la Liga LEB Plata, en el que logró una media de 9,4 puntos, 3,2 rebotes, 2 asistencias, y 1,2 balones recuperados.
En la temporada 2023-24, firma por el Arcos Albacete de la Liga LEB Plata, en el que disputa un total de 31 partidos con una media de 28,21 minutos por partido, 9,7 puntos por encuentro, 4,7 rebotes y 4 asistencias.
El 30 de junio de 2024, firma por Fibwi Palma de Segunda FEB.
El 25 de junio de 2025, tras lograr el ascenso con Fibwi Palma a la Primera FEB, renueva su contrato para debutar en la división de plata del baloncesto español.